# Pilea clarkei
Pilea clarkei är en nässelväxtart som beskrevs av Joseph Dalton Hooker. Pilea clarkei ingår i släktet pileor, och familjen nässelväxter. Inga underarter finns listade i Catalogue of Life.